# インドネシアの鉄道

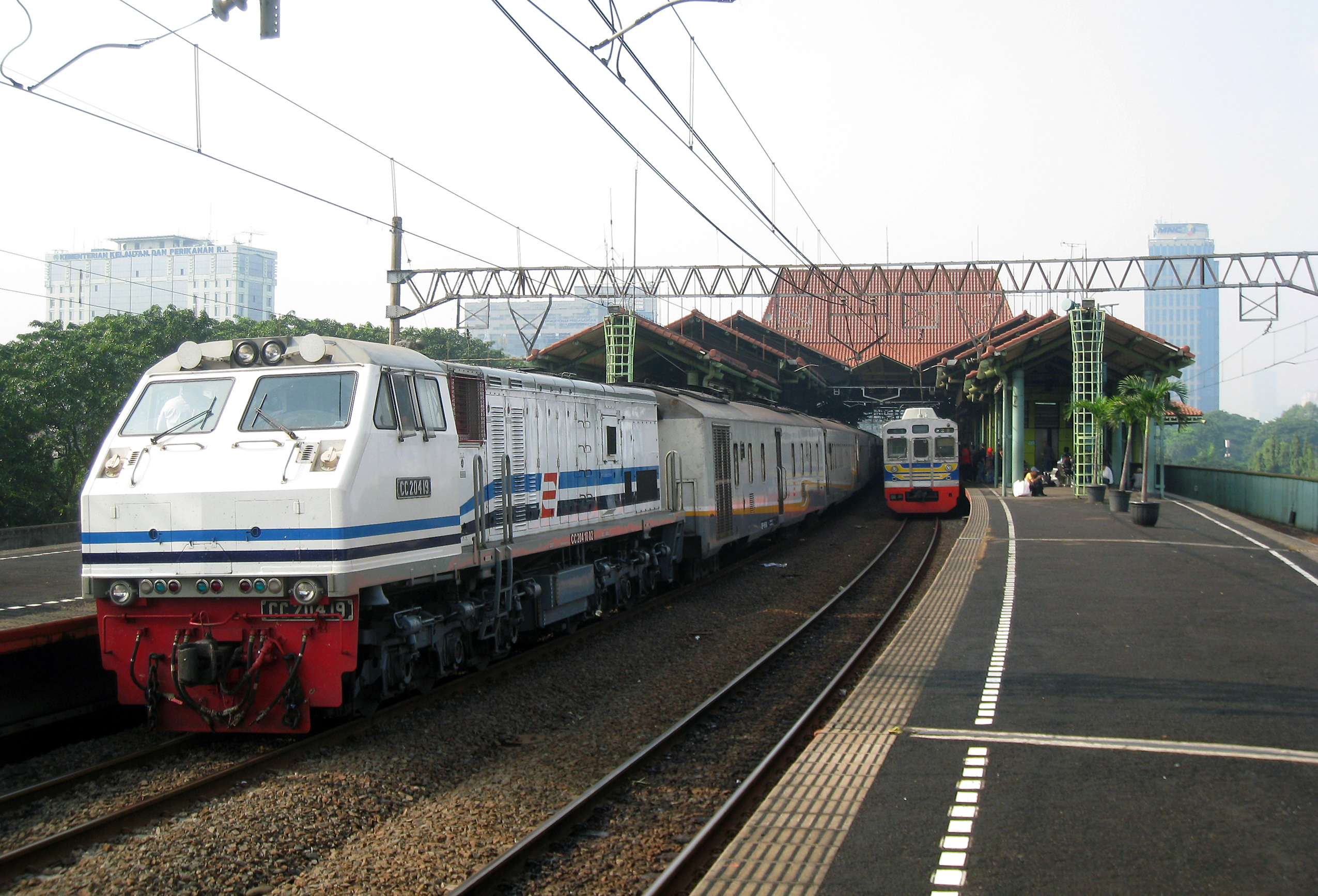
ジャカルタ・ガンビル駅 (2011年)

インドネシアの鉄道（インドネシアのてつどう）は、主に国営企業クレタ・アピ・インドネシア (Kereta Api Indonesia; KAI)と、その都市鉄道子会社KAI Commuter、および空港鉄道子会社KAI Bandaraによって運営されている。インフラは国有であり、オペレーターが線路使用料を支払っている。
鉄道行政の所管は運輸省 (インドネシア)である。

## 歴史

### 植民地時代
インドネシアの鉄道の歴史は、オランダ植民地政府が指導して設立された「蘭印鉄道」がジャワ島で1864年に建設を開始したのが始まりとされる。1867年8月にスマラン市内北部のケミジェン - タングン間約25 kmで運行を開始した。（日本の新橋 - 横浜間の開通は1872年）
以後南へ順次路線を延ばし、1870年にソロまで109 kmが開通、1873年ジョクジャカルタまで延長された。この区間は標準軌で敷設を行ったが建設費が膨大になる事が分かり、以後狭軌（1,067 mm）に軌間を変更された。1873年に開通したバタヴィア（ジャカルタ）-バイテンゾルフ（ボゴール）は狭軌で建設された。
植民地政府は民間企業による鉄道整備を期待したが、採算性の低い区間は民間が興味を示さなかったため1875年に「蘭印国鉄」を設立した。蘭印国鉄は路線の途切れた区間の建設を担当し、鉄道網の構築に貢献した。

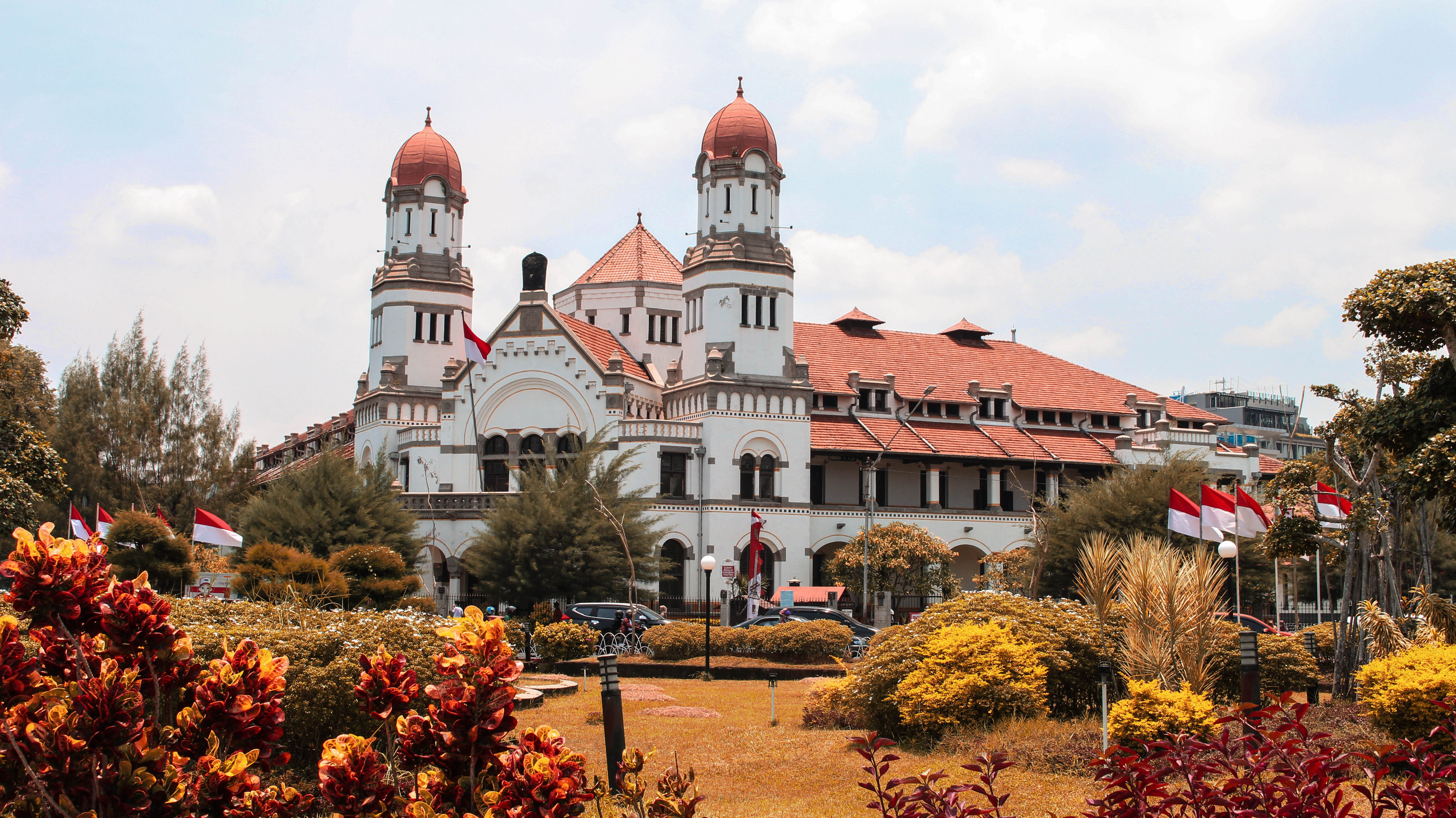
旧蘭印鉄道本社 (ラワン・セウ)
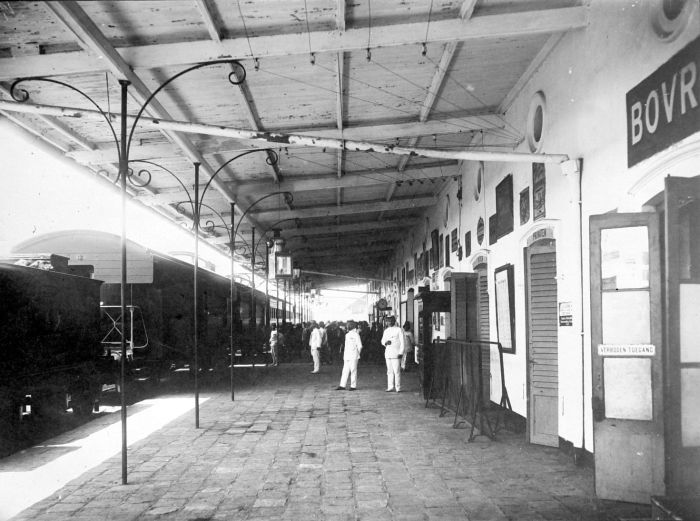
オランダによる初めての駅

路線は1884年にバンドンまで延長され、1888年にはスラバヤからマディウン - ソロ（スラカルタ） - ジョグジャカルタへ路線が開通した。その後も延長され1894年にジャカルタ - スラバヤ間は蘭印鉄道と蘭印国鉄を乗り継ぐ事で結ばれた。その後ソロ - ジョグジャカルタ間は3線化され、1929年に狭軌に改軌されジャカルタ - スラバヤ間824 kmは直通列車により13時間で結ばれた。
スマトラ島でも1876年に蘭印国鉄の手でアチェ州に4 kmの軍事目的の鉄道が開通、1891年西スマトラのパダン市と郊外の鉱山を結ぶ鉄道が開通、1917年には軌間750 mmのアチェ鉄道（メダン - バンダアチェ）が開通した。
スラウェシ島でも1898年から1901年にかけてマドゥーラ蒸気軌道会社によりスラバヤからの連絡船の着くカルマ港から西部のバンカラン、東部のムカサンへと結ぶ路線が順次建設された。1922年、ウジュンパンタン（マカッサル） - タカラール間47 kmが開通したが1930年に廃線となっている。
また市内軌道としては1869年バタヴィアに馬車軌道が開通、1881年蒸気運転を経て1895年市内路面電車となったが1962年までに全廃された。1889年スラバヤに市内を走る蒸気機関車牽引の軌道が開通し1924年に電化され第2次大戦・独立戦争で被害を出しながらも運行を続けたが1968年1月廃止された。
1941年12月に勃発した太平洋戦争によって、交戦国であるオランダの植民地のインドネシアに侵攻し、支配下におさめた日本軍は一部の路線の整理や、1,067mmの狭軌への軌間の統一を行った。

### インドネシア独立後
1945年の独立宣言によって国内の鉄道は全て国有化され、その後のオランダからの植民地解放を目指したインドネシア独立戦争を経ての独立やその後の混乱などによって鉄道は荒廃した。
1953年頃からはアメリカから輸入されたディーゼル機関車などによって無煙化も進んだが、今度は自動車の普及によって利用客が減少の一途をたどるようになった。このため1960年代から世界銀行や各国の支援によって近代化が進められ、ジャワ北線については日本の支援で1994年に軌道や橋梁の修復が概ね完了した。
1991年に国鉄（PJKA）は公社（Perumka、ペルムカ）に移行。さらに、1999年6月に国鉄は政府が100%株式を持つクレタ・アピ・インドネシア（PT. Kereta Api; インドネシア鉄道会社）へ移管された。上下分離方式を採用し、軌道などインフラ部分は政府が、車両及び駅設備は鉄道会社側が保有および保守整備を行う。現在、バスなど多種交通機関に対する、競争力の強化が求められている。
なお、現在ジャカルタにおいて進められているMRT(Mass Rapid Transit)計画では、PT. Kereta Apiは運営に関与せず、ジャカルタ特別州が鉄道運営会社を設立する予定である。

## 事業者
- クレタ・アピ・インドネシア（PT Kereta Api Indonesia (Persero), KAI）-  インドネシア全土の主要鉄道路線、ジャボデベックLRT、パレンバンLRTの運営
  - ケレタ・コミューター・インドネシア（PT Kereta Commuter Indonesia）₋ KRLコミューターライン、KAIコミューター・ジョグジャカルタ線の運営
  - PT Railink（インドネシア語版） - 空港連絡鉄道（ジャカルタ、メダン、ジョグジャカルタ）の運営
  - PT Kereta Api Logistik（インドネシア語版） - 鉄道貨物輸送の運営
- PT Kereta Cepat Indonesia–China（英語版） - ジャカルタ・バンドン高速鉄道の運営
- PT MRT Jakarta - ジャカルタ都市高速鉄道 (Jakarta Mass Rapid Transit)の運営
- PT LRT Jakarta - ジャカルタLRTの運営
- PT Angkasa Pura II（インドネシア語版） - スカルノ・ハッタ空港スカイトレインの運営

## 運行概要

### スマトラ島

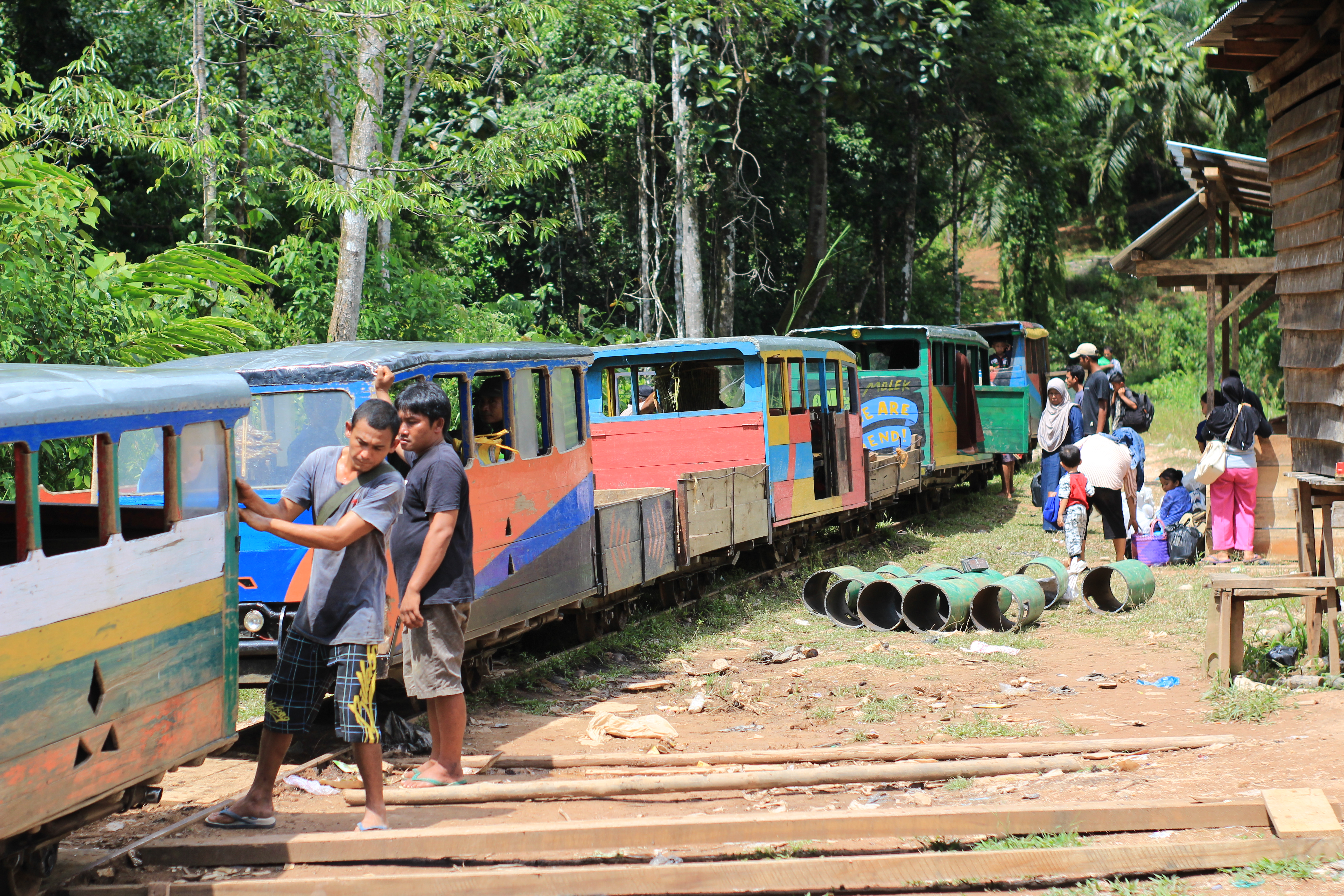
モレック

現在、スマトラ島には北部（メダン）・中部（パダン）・南部（パレンバン）の3箇所にそれぞれ独立した鉄道が存在していて、PT. Kereta Apiでは、北スマトラをDivre I、西スマトラ（中部）をDivre II、南スマトラをDivre IIIが、各々管轄している。スマトラ島での鉄道はすべて非電化で、その殆どが貨物輸送である。
- Divre I

メダンから南東へランタウ・ブラハット向かう266 kmの本線、その途中からのタンジュン・バライ支線21 km、シアンタール支線48km。メダンから北へ「バラワン港」への支線、アチェ方面へビンジャイへ20 km、かつてはここからアチェ鉄道（軌間750 mmのナローゲージ）が450 km先のバンダ・アチェまでつながっていたが1982年ごろまでに運行休止。再開計画もスマトラ島沖地震で一時凍結された。また2013年7月メダン市内からクアラナム国際空港へのアクセス鉄道「エアポート・リンク」が開通した。
- Divre II

パダンからパダンパルジャンを経由して鉱山の有るサワルントへの本線、一部区間には勾配対策ラックレール区間もある。またミナンカバウ国際空港の近くを通過するため空港連絡鉄道として活用できないか検討されている。
- Divre III

南部のパレンバンを中心とした鉄道は、バレンバン市内のクルタパティ駅から西の山間部石炭鉱山の有るルブックリンガウ (305 km) へのルートと途中のプラブムリー駅（クルタパティから約80 km）からスマトラ島南端のランプン州の州都バンダルランプン市のタンジュン・カラン駅（クルタパティから389 km）へのルートが本線。石炭の輸送がメインでバレンバン・バンダルランプンから船積みされる。ほかバレンバンで生成された石油製品（燃料）の石炭鉱山やタンジュン・カランへ運搬される。
またバンダルランプン市のバカウニ港からスンダ海峡を渡る航路を介してジャワ島メラクへ、この航路には嘗て宇高連絡船として活躍した「阿波丸」が運行されている。港横のメラク駅から首都ジャカルタのタナアバン駅まで乗り継ぐ事ができるが、パレンバン - バンダルランプン間の旅客列車が1日2往復しかなく、タンジュン・カラン駅 - バカウニ港間はバスで小1時間かかり、メラク-ジャカルタ間の旅客列車も少ないため、旅客輸送の潜在需要（パレンバン-ジャカルタ間の長距離バスが運行されている）が有るのに生かし切れていない。
- モレック[9]モレック

南スマトラ・ベンクル州(ブンクル州)にはナパール・プティという住民約500名の小さな村からロンゲンを経由して人口約500名の金鉱山の村レボン・タンダイまで密林鉄道が走っている。鉄道は村人が管理しておりモレック(Motor Lori Ekspress、モーター式トロッコ特急)という個人所有のモーター式トロッコにお客を乗せて33kmの鉄路を約5時間かけてジャングルの中を走行している。

### ジャワ島
ジャワ島内には、PT Kereta Apiの9つの地域事業部（DAOP I - DAOP IV）が、ジャカルタ・バンドン・チルボン・プルウォクルト・スマラン・ジョグジャカルタ・マディウン・スラバヤ・ジュンブルが設置され、各々管轄している。メラク - ランカスビトゥン - ジャカルタ、ジャカルタ - チカンペック - チルボン - スマラン - スラバヤ、ジャカルタ - チルボン - クロヤ -  ジョグジャカルタ - ソロ（スラカルタ）- マディウン - クルトソノ - スラバヤ、ジャカルタ - チカンペック - バンドン - クロヤ、スラバヤ - ジュンブル - バニュワンギなどの路線が幹線となっている。他に、昨今少なくなったものの、いくつかの支線が存在している。また島東端のバニュワンギへ行く路線は、バニュワンギ・バル駅からクタパン港、そこから連絡船でバリ島ギリマヌク港へ向かうこともできる。ただしバリ島には鉄道がないためバスでの移動となるが、州都デンパサールにはPT Kereta Apiの事務所があり、バス船鉄道の連絡乗車券が用意されている。
ジャワ島での鉄道輸送は、大半が旅客輸送である。
旅客列車の等級にはSpecial（スペシャル）・Eksekutif（エグゼクティブ）・Bisinis（ビジネス）・Ekonomi（エコノミー）の4つがあり、速達列車（特急・急行）も多く設定されている。
また、ジャカルタ周辺ではPT Kereta Apiの線路を通勤電車(KRLコミューターライン)が運行される。また都市モノレールが建設されたが工事が途中で中断している、ほかジャカルタMRTが日本のODAの支援を受け建設工事中である。
このほか、製糖工場の専用線や森林鉄道などが600 mm, 700 mmなどのナローゲージで多数存在する。

#### ジャカルタ–スラバヤ間の在来鉄道の高速化計画
2017年3月、インドネシア政府は、ジャカルタとスラバヤを結ぶジャワ北幹線鉄道の活性化のパートナーとして日本を選択した。このプロジェクトは、インドネシアの2つの主要都市間の列車を、時速 140〜160km、軌間 1,435mmにアップグレードすることを目的としている。
建設により、踏切が高架線に置き換わる。現在、ジャカルタとスラバヤの間には約988の踏切があり、列車の安全性、強度、速度を妨げている。プロジェクトのフェーズ1では、ジャカルタからスマランまでの新しい路線を構築し、フェーズ2では、スマランからスラバヤまでの既存の路線をアップグレードする。
以前にジャカルタとバンドンを結ぶ高速鉄道の受注で中国に敗れた日本が、このプロジェクトのパートナーである。国際協力機構（JICA）は、プロジェクトの実現可能性調査を実施するために技術評価応用庁に参加した。
しかし、2023年7月、インドネシア経済調整庁は、日本が調査に参加する当計画を国家戦略プロジェクトから削除する方針を表明、2024年2月に正式に削除された。日本は当計画から外されて、替わってインドネシア中国高速鉄道が当計画に参加する見通しである。

## 鉄道路線建設計画と建設中路線
- スラウェシ島

南部マカッサルと北部マナドを結ぶ総延長2,000キロ、総額40兆ルピア（約3,360億円）のトランス・スラウェシ鉄道計画が2018年の商業運用開始を目指して進行中。現在は第1段階となる145キロの建設に着手している。
- スマトラ島

南東部パレンバンで初の都市型公共交通機関となる総延長24.5キロ、13駅の新路線で総額7兆2,600億ルピアの軽量高架鉄道（LRT）の建設に取り組んでいる。
- パプア島

現在、総延長400 km、総額10兆ルピアの鉄道建設計画が有り、事業可能性調査を行っている。

## 日本からの支援
2014年にインドネシアで運用される電車の95%は日本の中古車両であり、うち30%はJR東日本の電車であった。2008-2015年の間、ケレタ・コミューター・インドネシア（PT KCJ）は日本の中古車両784台を輸入している。

### 経緯
インドネシアは近年まで日本政府が最大の経済援助国で、円借款の供与総額は3兆円に上り、うち鉄道分野は3000億円を超えている。1970年代には老朽化施設の修復や気動車・電車の納入、1980年代以降はジャカルタ首都圏の近代化のためジャカルタ市内の中央線の高架化、電化区間の延長、一部区間の複々線化、デポック車両基地の新設が行われ、それらに続いてジャカルタ - スラバヤを結ぶ北幹線・南幹線の複線化、軌道路盤の改修、橋梁の架け替えが行われた(一部現在も工事中)。
車両関係では1981年設立の「インドネシア国営鉄道車両製造企業『INKA社』」に日本車輌製造が技術支援を開始、貨車や客車のノックダウン生産から始まり、日本車輌製造からの技術生産管理指導を得て、次第に素材から加工する本格生産に至り、1991年には貨車をマレーシアに輸出、海外メーカーからの新造電車の最終組み立てをするまでに技術レベルを向上させた。
しかし、2000年に技術援助を受けて国内生産された電車KRL-1が故障を頻発したことから、同時期に東京都から贈られた中古地下鉄車両（三田線で使用された6000形）と、予防保全と呼ばれる日本式定期点検法を教えるため、海外鉄道技術協力協会や東京都交通局から人材を派遣され、インドネシアの整備スタッフの日本での研修も開始された。この時、抵抗制御の日本製のアルミやステンレス製中古電車の購入を希望したが、日本側の中古電車がチョッパ制御に移行したため、東急や東京地下鉄の車両を大量に購入した。
2013年からはJR東日本で運用されていた抵抗制御の亜種の205系電車が大量に廃車となることから、ケレタ・コミューター・インドネシアが大量購入を決め、車両と共にJRの整備スタッフが派遣され車両整備を指導しており、2019年まで毎年160両前後の中古電車譲渡が計画され、2020年末・現在、日本で不要になった205系通勤電車800両以上のほかに、東急8000系や営団地下鉄の5000系6000系7000系など千数百両の電車が譲渡、使用されている。
2017年ジャワ島の北幹線（ジャカルタ - スラバヤ）の高速化(旅客列車160 km/h・貨物列車130 km/h)を計画、実績のある日本に依頼した。

## ジャワ島高速鉄道
2015年8月末、ジャカルタ - スラバヤ間に計画された高速鉄道の第1次建設区間ジャカルタ - バンドン間の120 km建設に対して日本と中国が支援をパッケージングして売り込みを競ったが、予算が膨大になることなどからインドネシア政府は高速鉄道の建設計画をいったん白紙に戻した。

同年9月末、インドネシア政府は急遽方針を転換、中国案を採用することが決まり、日本側が目指していた「新幹線方式」は失注する結果となった。中国側からインドネシア政府の財政負担や債務保証を伴わずに事業を実施できるとの異例の提案があったという。菅官房長官は「まったく理解できない。極めて遺憾」と強い不快感をあらわにした。
中国の高速鉄道案については「融資の金利が高く設定されているとみられ、いったん計画にトラブルが生じると資金繰りが急速に悪化する危険性がある形だけ着工にはこぎ着けても、資金不足で完成のめどが立たない可能性がある」という観測も存在する。
2016年1月に着工するも、1年たった2017年1月末現在、土地価格の高騰や民間工業団地の移転補償問題、不法占拠に対する立ち退き交渉の難航などで土地収用は85％にとどまり、中国側の融資の条件である高速鉄道用地の全区間確保が出来ていないため本格着工が行われず、地元業者による自己資金による整地工事のみが行われている状態とされる。2018年6月末から7月3日までに、複数の中国メディアが「中国のインドネシア高速鉄道本格的に全面工事スタート」と報じているが、疑問視する声もある。

## 車両記号・番号
2010年ごろより改番が開始され、いまだに旧車番のまま、新旧両方が書かれている物、新車番に書き換え済みのものなど存在する。詳細はインドネシアの鉄道の車両番号へ、以下は現在の車両番号の設定。

### 機関車
動輪数をアルファベットで、3ケタの数字が形式、製造年2桁、その年で何番目かを表す2桁からなる。CC206 11 45ならCCは動軸3軸台車2組を持つ機関車で206は形式番号で11は西暦の下2桁を表し、45はその年に生産された機関車の中で45番目である事を示す。その為、下2桁は毎年01から始まる。以前は製造番号は通しで真ん中の2桁は現在と同じ西暦の下2桁だったが変更された。

### 旅客用車両
車両にはアルファベットと6桁の数字を組み合わされた番号が当てられている、ただし車両形式名は書かれていない。最初のKは旅客用車両を表す。厨房付食堂車はM・発電機搭載電源車はP・荷物車はBが充てられていて組み合わされて使用されることもある。最初の数字は「エグゼクティブ」が『1』・「ビジネス」が『2』・「エコノミー」は『3』が充てられている。次の数字は「0」が客車・「1」は電車・「2」は電気式気動車・「3」は液体式気動車。その次の2桁が導入された年の西暦の下2桁を表し、ラスト2桁は導入順。東京から送られた東京都営地下鉄6000形6151号車は「K1 1 00 01」なっているが、これは『旅客用車両・エグゼクティブクラス・電車・2000年導入・最初の1両』を表している。

### 貨車
貨車はGを含むアルファベット文字で車種を表す、GDは長物車など平積車両、GBは無蓋車、GTは有蓋車、GKタンク車となる。続く2桁の数字は許容荷重、次の2桁の数字製造年の下2ケタ、最後が個体番号を表す。『GK3095115』なら「タンク車・許容荷重30トン・1995年製造・同形式で115番目に造られた車」となる。

### 特殊車両
特殊車両としてはSI（巡察車）、SN（救援車）、SU（試験車）、SC（クレーン車）、SR（保線車両）と言った種別に分類されている。